# Новий Крашев
Новий Крашев (пол. Nowy Kraszew) — село в Польщі, у гміні Клембув Воломінського повіту Мазовецького воєводства.
Населення — 298 осіб (2011).
У 1975-1998 роках село належало до Остроленцького воєводства.

## Демографія
Демографічна структура станом на 31 березня 2011 року:
|          | Загалом | Допрацездатний вік | Працездатний вік | Постпрацездатний вік |
| -------- | ------- | ------------------ | ---------------- | -------------------- |
| Чоловіки | 132     | 28                 | 93               | 11                   |
| Жінки    | 166     | 51                 | 89               | 26                   |
| Разом    | 298     | 79                 | 182              | 37                   |